# Dorfkirche Bredereiche

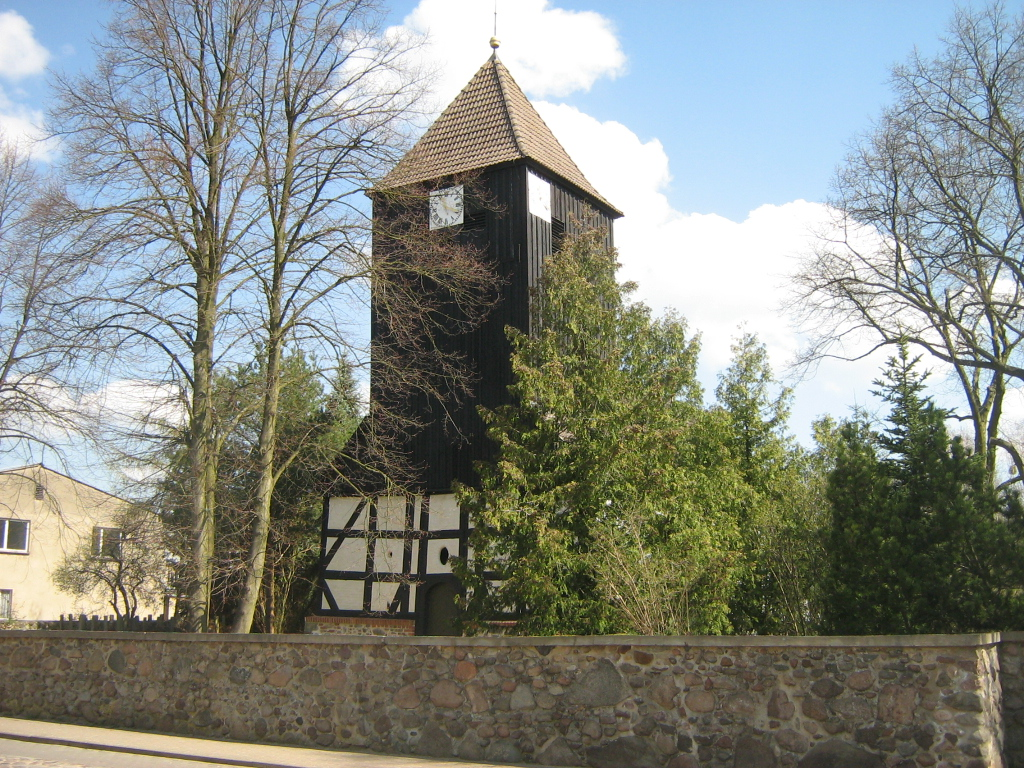
Dorfkirche Bredereiche, Südwestseite mit hölzernem Turm

Die Dorfkirche Bredereiche ist eine evangelische Kirche im brandenburgischen Bredereiche, die dem heiligen Martin von Tours geweiht ist. Das heutige Gebäude ist ein Fachwerkbau, der auf den Grundmauern einer im Dreißigjährigen Krieg zerstörten Feldsteinkirche 1689 errichtet wurde. Der Bau ist als Denkmal im Land Brandenburg ausgewiesen.

## Geschichte

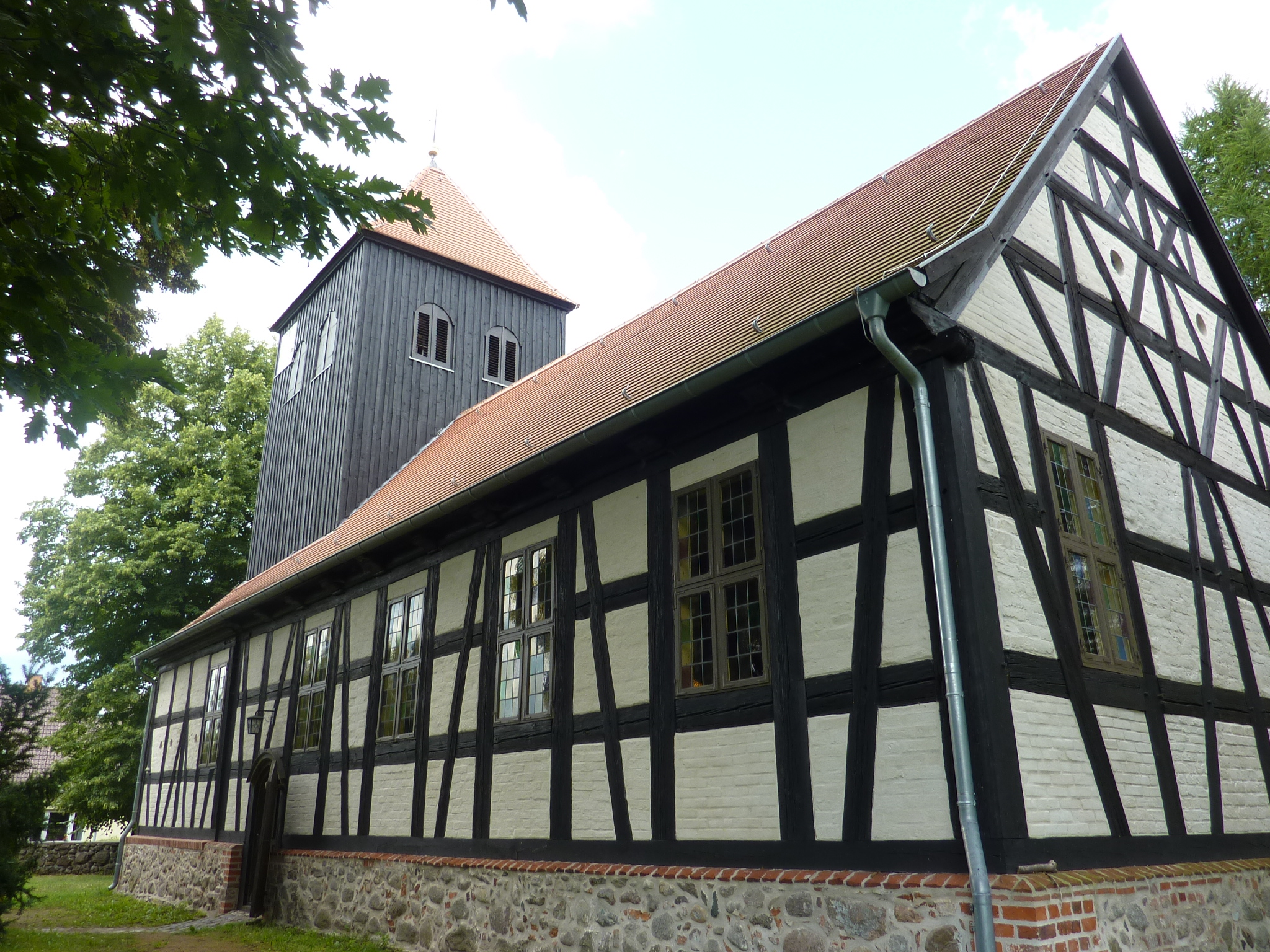
Nordostgiebel mit kreuzförmigen Streben

Errichtet wurde die Kirche auf dem ehemaligen Dorfanger. Sie ist ein Beispiel für die märkische Fachwerkbauweise mit einer aus Ziegelsteinen bestehenden Ausfachung. Der Nordostgiebel weist mehrere symmetrisch angeordnete Streben auf, die vier Andreaskreuze formen. An der Nordwestseite, aber auch im Nordostgiebel und den Seitenwänden an der Turmkonstruktion, runde gemauerte Löcher zur Lüftung und Belichtung.
Der Bau hat einen rechteckigen Grundriss mit eingezogenem hölzernem mit Brettern verschalten Turm, besitzt als Saalkirche aber weder einen gesonderten Chorraum noch Stützen. Den Turm bedeckt ein Walmdach, auf dem Kirchenschiff sitzt ein Satteldach. Im Innenraum befindet sich eine Orgelempore am Südwestende unter den Turm. Die Balkendecke ist eine ebene Holzkonstruktion mit stabilisierenden Diagonalen an den Balkenenden. Der etwa ein Meter hohe Sockel besteht aus Feldsteinen und Ziegelbruchstücken zur Auszwickelung der Fugen und Hohlräume. Er diente wahrscheinlich bereits einem massiven Vorgängerbau, der im Dreißigjährigen Krieg zerstört wurde, als Grundmauer. Als Bredereiche nach diesem Krieg ab 1687 wiederaufgebaut wurde, entstand zwei Jahre später auch der heutige Fachwerkbau, wahrscheinlich als Notlösung in armen Zeiten. 1712 brannte der Turm ab, die heute im Kirchenraum ausgestellte Wetterfahne trägt die Jahreszahl 1713. Die ursprünglichen Glocken waren aus Bronze, mussten aber im Ersten Weltkrieg für Rüstungszwecke abgegeben werden. 1919 wurden sie durch drei Glocken aus Stahl ersetzt. 1984 wurde das von 1920 stammende Kriegerdenkmal für die Gefallenen des Ersten Weltkrieges mit einer neuen Inschrift in ein „Friedensmal“ umgestaltet.
Eine grundlegende Restaurierung der vom Verfall bedrohten Kirche konnte ab 1985 durch eine Initiative des damaligen Oberpfarrers Erich Köhler beginnen.

## Ausstattung
Aus dem Inventar der ursprünglichen Kirche stammt ein Leuchter aus dem Jahr 1599, mit der Inschrift des Namens der Spenderin. Sein Pendant wurde wahrscheinlich von Soldaten gestohlen. Die Ausstattung besteht aus einem geschnitzten Altar, der 1689 von dem Templiner Meisterbetrieb Christian Wegener hergestellt wurde. In seiner Mitte befindet sich ein Bild, das das Abendmahl zeigt. Von etwa 1450 stammen die drei Figuren, die in der Mitte Maria mit dem Kind, links den Heiligen Martin von Tours und rechts den heiligen Georg darstellen. Die Figuren könnten aus dem Zisterzienserkloster Himmelpfort stammen. Sie sind nicht mit damals unerschwinglichem Blattgold überzogen, sondern mit Eitemperafarbe bemalt und mit einer Wachsschicht versehen, was einen gewissen Glanz erzeugt. Das heute in der Kirche stehende Taufbecken stammt von 1986 und ist einem alten Taufstein der Kirche von Dedelow bei Prenzlau nachempfunden. Die hölzerne Kanzel zeigt eine Taube als Symbol des Heiligen Geistes. Bei der Restaurierung ist die ursprünglich aufgemalte rote und blaue Marmorierung teilweise freigelegt worden und sichtbar. Das Kruzifix an der linken Seite stammt aus der Zeit um 1900 und wird den Nazarenern zugeordnet. Das Jesusbild ist eine Kopie des italienischen Malers der Spätrenaissance Guido Reni, dessen Original sich in der Alten Pinakothek München befindet. Der Kirchenraum enthält noch weitere Bilder, darunter die heilige Barbara mit dem Attribut „Kanonenrohre“ unter ihren Füßen. Aus der Zeit um 1920 stammen Malereien von Blumen und Engeln, die die Töchter des damaligen Küsters darstellen. Die Orgel auf der Empore wurde im Jahr 1880 von der Berliner Orgelbaufirma Remler & Sohn gebaut. Sie verfügt über 280 Pfeifen.
Im Kirchenraum befinden sich auch zwei Modellschiffe, eins von 1839, das andere von 1939. Bredereiche, an der Havel gelegen, war ein Schifferdorf mit zeitweise (um 1910) 50 registrierten Schiffen. Eins dieser Traditionsschiffsmodelle zeigt einen Kaffenkahn aus dem Jahr 1839, dem Gründungsjahr des Schiffervereins. Das etwa ein Meter lange Modell ist fast vollständig von bunten Bändern verhüllt. Diese Bänder wurden von jungen Frauen gestiftet, die zum ersten Mal am Schifferball teilnehmen durften. Das neuere Modell entstand 1939 zum hundertjährigen Jubiläum des Vereins.